# Knud Rée
Knud Rée f. Rée Jensen (14. juli 1895 i Holbæk – 19. august 1972 i Esbjerg) var en dansk chefredaktør og fiskeriminister.
Han var født i Holbæk, men familien flyttede til Århus, hvor Knud Rée blev student fra Aarhus Katedralskole i 1914
Han blev cand.phil. i 1915 og startede på ingeniørstudiet, men blev optaget af mange andre gøremål. Rée blev så ansat ved Morsø Folkeblad i 1917 og hos Vestkysten i 1919. Det var på sidstnævnte avis, at han i 1928 blev chefredaktør og sad på posten til 1972.
Han var også, for partiet Venstre, fremtrædende i kommunalpolitik og sad i Esbjerg byråd 1937-1951.
Han var bagmand for adskillige folketingsmænd, blandt andet vennen og senere statsminister Erik Eriksen, og blev i dennes regering udpeget til fiskeriminister (1950-53).
I mange år var han formand for Jydsk Lytterforening og medlem af Radiorådet.
Grundloven af 1953 blev som sine forgængere i 1849 og 1915 underskrevet af alle statsrådets medlemmer den 5. juni. Derfor står Knud Rées underskrift på denne grundlov.
Som redaktør havde han i en periode Camma Larsen-Ledet, den senere familieminister, som sekretær.
Han giftede sig 2. november 1919 i Nykøbing Mors med Mary Jacobsen.
Han var far til journalist og medlem af Folketinget, Eva Rée og politisk redaktør for Vestkysten Kirsten Rée.
I Bo Bojesens tegninger af Venstre-vikinger var Knud Rée Knud Sildebinder.